# Чарлстон (Юта)
Чарлстон (англ. Charleston) — місто (англ. town) в США, в окрузі Восач штату Юта. Населення — 436 осіб (2020).

## Географія
Чарлстон розташований за координатами 40°28′1″ пн. ш. 111°27′54″ зх. д. / 40.46694° пн. ш. 111.46500° зх. д. (40.466958, -111.465134).  За даними Бюро перепису населення США в 2010 році місто мало площу 5,80 км², з яких 5,25 км² — суходіл та 0,56 км² — водойми. В 2017 році площа становила 7,86 км², з яких 7,32 км² — суходіл та 0,54 км² — водойми.

## Демографія
Згідно з переписом 2010 року, у місті мешкало 415 осіб у 150 домогосподарствах у складі 121 родини. Густота населення становила 72 особи/км².  Було 171 помешкання (29/км²).
Расовий склад населення:
| - 93,7 % — білих - 1,7 % — вихідців з тихоокеанських островів - 1,2 % — корінних американців - 0,5 % — чорних або афроамериканців - 0,2 % — азіатів - 1,7 % — осіб інших рас |

До двох чи більше рас належало 1,0 %. Частка іспаномовних становила 5,3 % від усіх жителів.
За віковим діапазоном населення розподілялося таким чином: 28,0 % — особи молодші 18 років, 57,8 % — особи у віці 18—64 років, 14,2 % — особи у віці 65 років та старші. Медіана віку мешканця становила 43,5 року. На 100 осіб жіночої статі у місті припадало 94,8 чоловіків;  на 100 жінок у віці від 18 років та старших — 96,7 чоловіків також старших 18 років.
Середній дохід на одне домашнє господарство  становив 92 633 долари США (медіана — 73 750), а середній дохід на одну сім'ю — 102 039 доларів (медіана — 76 250). За межею бідності перебувало 4,9 % осіб, у тому числі 5,7 % дітей у віці до 18 років та 0,0 % осіб у віці 65 років та старших.
Цивільне працевлаштоване населення становило 320 осіб. Основні галузі зайнятості: освіта, охорона здоров'я та соціальна допомога — 23,1 %, мистецтво, розваги та відпочинок — 19,1 %, науковці, спеціалісти, менеджери — 15,3 %.